# ناحیه دیرفیلد، شهرستان لاپیر، میشیگان
ناحیه دیرفیلد (به انگلیسی: Deerfield Township) یک منطقهٔ مسکونی در ایالات متحده آمریکا است که در شهرستان لپیر، میشیگان واقع شده‌است.
 ناحیه دیرفیلد ۹۴٫۲ کیلومتر مربع مساحت و ۵٬۶۹۵ نفر جمعیت دارد و ۲۵۶ متر بالاتر از سطح دریا واقع شده‌است.